# José López-Pinto Berizo
José López-Pinto Berizo (Cartagena, 11 de marzo de 1876 - Cartagena, 11 de febrero de 1942) fue un militar español perteneciente al arma de Artillería. Destacó por su participación en la guerra civil española.

## Biografía

### Carrera militar
Ingresó en la Academia General Militar de Toledo el 30 de octubre de 1890, siendo promovido a teniente primero de Artillería en 1896. Durante los siguientes años ocupó diversos destinos y mandos, ascendiendo al rango de coronel en 1929. Esutvo al frente de las comandancias de artillería de Ceuta y Cartagena.
En junio de 1932 ascendió al rango de general de brigada, pasando a mandar la 3.ª Brigada de Artillería con sede en Valencia. Posteriormente fue nombrado comandante militar de Cartagena, mando que ocupó durante buena parte del período de la Segunda República. En esta época tuvo simpatías lerrouxistas.
A comienzos de 1936 cesó como gobernador militar de Cartagena —siendo sustituido por el general Martínez Cabrera—, y fue nombrado gobernador militar de Cádiz. Según Francisco Espinosa, el nombramiento de López-Pinto como gobernador militar de Cádiz favoreció a los conspiradores. Desde su nuevo puesto, López-Pinto permitió que los principales integrantes de la conspiración en Cádiz pudiesen moverse a sus anchas. De todos los generales que había destinados en el territorio la II División Orgánica, López-Pinto era el único con el que podía contar incondicionalmente el general Queipo de Llano, principal jefe de la conspiración militar en Andalucía.

### Guerra civil
La tarde del 17 de julio la guarnición de Melilla se sublevó, y en pocas horas la rebelión se extendió al Protectorado de Marruecos. A las 01:00 horas del 18 de julio López-Pinto aseguró al gobernador civil de Cádiz, Mariano Zapico, que se mantendría fiel a la República. Sin embargo, cuando unas horas después el general Queipo de Llano se sublevó en Sevilla, López-Pinto también se unió a la rebelión. Después de sublevarse, ordenó liberar al general Varela, que asumió le jefatura militar de la ciudad de Cádiz. En pocas horas, tras haber recibido refuerzos desde Marruecos, López-Pinto logró dominar tanto la capital gaditana como la base naval de La Carraca.
Unas semanas después del comienzo de la contienda presidió el tribunal militar que condenó a muerte al general Campins. En diciembre el ya «generalísimo» Francisco Franco lo ascendió al rango de general de división, y fue puesto al frente de la VI División Orgánica, que aumentó en tamaño hasta convertirse en el 6.º Cuerpo de Ejército. Desde este puesto organizó nuevas unidades para el Ejército sublevado, especialmente en la Campaña del Norte. Durante la ofensiva de Vizcaya, en la primavera de 1937, López-Pinto tuvo el mando oficial de las tropas como jefe de la VI División, aunque el mando real de las tropas estaba en manos del general Sochalga. A partir de octubre de 1937 la VI División fue renombrada como VI Región Militar, pasando López-Pinto a estar al frente de la misma durante el resto de la contienda.
En marzo de 1939 formó parte de la misión diplomática que fue a Italia con motivo de la coronación del papa Pío XII.

### Dictadura franquista

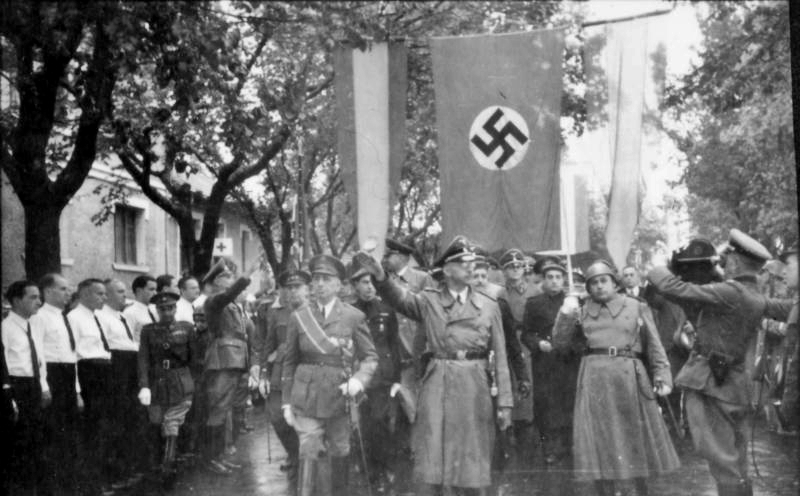
José López-Pinto junto a Heinrich Himmler en Irún, octubre de 1940.

Tras el final de la contienda siguió ocupando su antiguo puesto militar. En el verano de 1940, siendo capitán general de Burgos, acudió a recibir a un grupo de militares alemanes que visitaron San Sebastián y organizó diversos encuentros de confraternización con militares españoles que terminaron al grito de «¡Viva Hitler!», lo que provocó un escándalo diplomático con el Reino Unido y que el propio Franco montara en cólera. Unos meses después, en octubre, también acudió junto a José Finat a la frontera franco-española para recibir a Heinrich Himmler, jefe de las SS y uno de los principales jerarcas nazis.
El 23 de enero de 1942, poco antes de su fallecimiento, cesó al frente de la VI Región Militar.

### Pie de página
1. 1 2 3 4  Gaceta de Madrid n.º 171, pp. 2028-2029 (19 de junio de 1932).
2. 1 2 3  Martínez Leal, 1993, p. 162.
3. ↑  Cabanellas, 1977, p. 183.
4. 1 2  Espinosa Maestre, 2015, p. 64.
5. ↑  Pettenghi Lachambre, 2009, p. 215.
6. ↑  Martínez Bande, 2007, p. 274.
7. ↑  Preston, 2013, p. 197.
8. ↑  Cardona, 1983, p. 309.
9. ↑  Hurtado, 2011, pp. 19-20.
10. ↑  Pettenghi Lachambre, 2009, p. 216.
11. ↑  Alpert, 1987, pp. 46-47.
12. ↑  Barbieri, 2006, p. 148.
13. ↑  Cardona, 2001, p. 34.
14. ↑  Thomas, 1976, p. 745n.
15. ↑  Vaca de Osma, 2001, p. 247.
16. 1 2  Rilova Pérez, 2001, p. 353.
17. ↑  Fernández-Cuesta, 1985, p. 187.
18. ↑  Preston, 1998, p. 454.
19. ↑  Bowen, 2000, p. 83.
20. ↑  Cardona, 2001, p. 77.
21. ↑  Bowen, 2000, p. 92.